# Цвинтар Святого Хреста (Калвер-Сіті)
Цвинтар Святого Хреста у Калвер-Сіті (англ. Holy Cross Cemetery, Culver City) — римо-католицький цвинтар, який розташований у місті Калвер-Сіті в Каліфорнії США.
Цвинтар Святого Хреста у Калвер-Сіті відкрито у 1939 році. Цвинтар займає площу 81 га. Крім звичайних поховань на цвинтарі знаходяться могили американських акторів, режисерів та інших представників шоу-бізнесу. Ділянка з могилами знаменитостей знаходиться в південно-західній частині цвинтаря і носить назву Ґротто (англ. The Grotto).

## Відомі поховання
- Річард Арлен — американський актор кіно і телебачення.
- Ріта Гейворт — американська акторка, танцюристка, модель та режисерка.
- Гаррі Ґріббон — американський кіноактор.
- Мері Астор — американська акторка та письменниця.
- Бела Лугоші — американський актор угорського походження.
- Джекі Куган — американський кіноактор.
- Пінто Колвіг — американський актор та клоун.
- Бінг Кросбі — американський співак і актор кіно, відомий своїм бас-баритоном, один із найпопулярніших співаків 20 століття.
- Джон Форд — американський кінорежисер, письменник, майстер вестерну.
- Маріо Ланца — американський співак (тенор) та кіноактор.
- Саллі Блейн — американська акторка, сестра акторок Поллі Енн Янґ і Лоретти Янґ.
- Рей Болгер — американський актор і танцюрист.
- Шарль Буає — американський актор французького походження.
- Джипсі Ебботт — американська акторка.
- Річард Еган — американський актор.
- Джин Екер — американська акторка, в основному знімалася в епоху німого кіно.
- Джон Френсіс Зейтц — американський кінематографіст і винахідник
- Пол Келлі — американський актор театру, кіно і телебачення. За свою кар'єру зіграв понад 400 ролей.
- Джон Кенді — канадський комедійний актор.
- Едгар Кеннеді — американський кіноактор та кінорежисер.
- Мей МакЕвой — американська кіноакторка чорно-білого кіно.
- Енн Міллер — американська акторка і танцюристка.
- Рікардо Монтальбан — мексиканський і американський актор.
- Едмонд О'Браєн — американський актор.
- Кріс Пенн — американський актор.
- Енн Разерфорд — канадсько-американська акторка.
- Едвард Седжвік — американський кінорежисер, сценарист, актор і продюсер.
- Мак Сеннет — американський кіноактор, режисер, продюсер та сценарист.